# Marines – Gehetzt und verraten
Marines – Gehetzt und verraten ist ein amerikanischer Actionfilm aus dem Jahr 2003.
Eine Gruppe Marines wird nach Tschetschenien geschickt, um dort einer russischen Sondereinheit bei der Festnahme eines Terroristen zu helfen.

## Handlung
Im Austausch gegen wichtige Informationen bietet ein amerikanischer Politiker den Russen heimlich Marines an, die deren Kampf gegen den gefürchteten Vladimir Antonov unterstützen sollen. Bei dem Versuch, Antonov in Bosnien zu fassen, geraten Marine Josh Everett und seine Leute in einen Hinterhalt, wobei mehrere Männer sterben oder gefangen genommen werden. 
Wochen später naht die Gelegenheit zur Vergeltung, als Josh und seine Kameraden zur Unterstützung eines russischen Sonderkommandos nach Tschetschenien entsandt werden, um Antonovs Hauptquartier zu stürmen und die Gefangenen zu befreien. Als es jedoch zu einem heftigen Schusswechsel mit den Rebellen kommt und der erste Marine sowie mehrere Russen getötet werden, ordnet der Politiker die Einstellung des Auftrags an und befiehlt einen Luftschlag, um den Stützpunkt zu zerstören. Josh und seine Männer setzen mit ihren russischen Kollegen die Operation jedoch fort. Dabei befreien sie ein von den Rebellen angegriffenes Dorf, um die Bewohner zu retten, erobern eine Bunkerstellung, wobei es weitere Verluste gibt, und zerstören einen Kampfpanzer, der plötzlich auftaucht. Danach stellt sich der russische Major Kirilenko als vermeintlicher Verräter dar und zwingt, umringt von Dutzenden Rebellen, die Amerikaner aufzugeben. Sie werden ins Hauptquartier der Rebellen gebracht, wo Kirilenko von Antonov mit Handschlag begrüßt wird und die Marines eingesperrt werden. Ihnen gelingt es jedoch, mit Kirilenkos Hilfe freizukommen und Antonov gefangen zunehmen.

## Kritiken
„Militärspektakel mit überdeutlicher Neigung zur Heldenverehrung, mit naivem Weltbild und pausenloser (Billig-)Action.“